# Zdunów (województwo opolskie)
Zdunów – osada w Polsce, położona w województwie opolskim, w powiecie oleskim, w gminie Olesno.